# Xilam
Xilam även kallat Xilam Animation är en fransk animeringsstudio som grundades 1999 av Marc du Pontavice efter att han lämnat Gaumont. Företaget skapar främst animerade serier för TV, men har även släppt långfilmer och spel.
Xilam har över 400 anställda, varav 300 animatörer, på sina fyra studios i Paris, Lyon, Angoulême och Hô-Chi-Minh.

## Produktioner i urval
- Oggy och kackerlackorna
- En gnutta magi
- Sommarlägret
- Zig & Sharko